# Albani-Friedhof

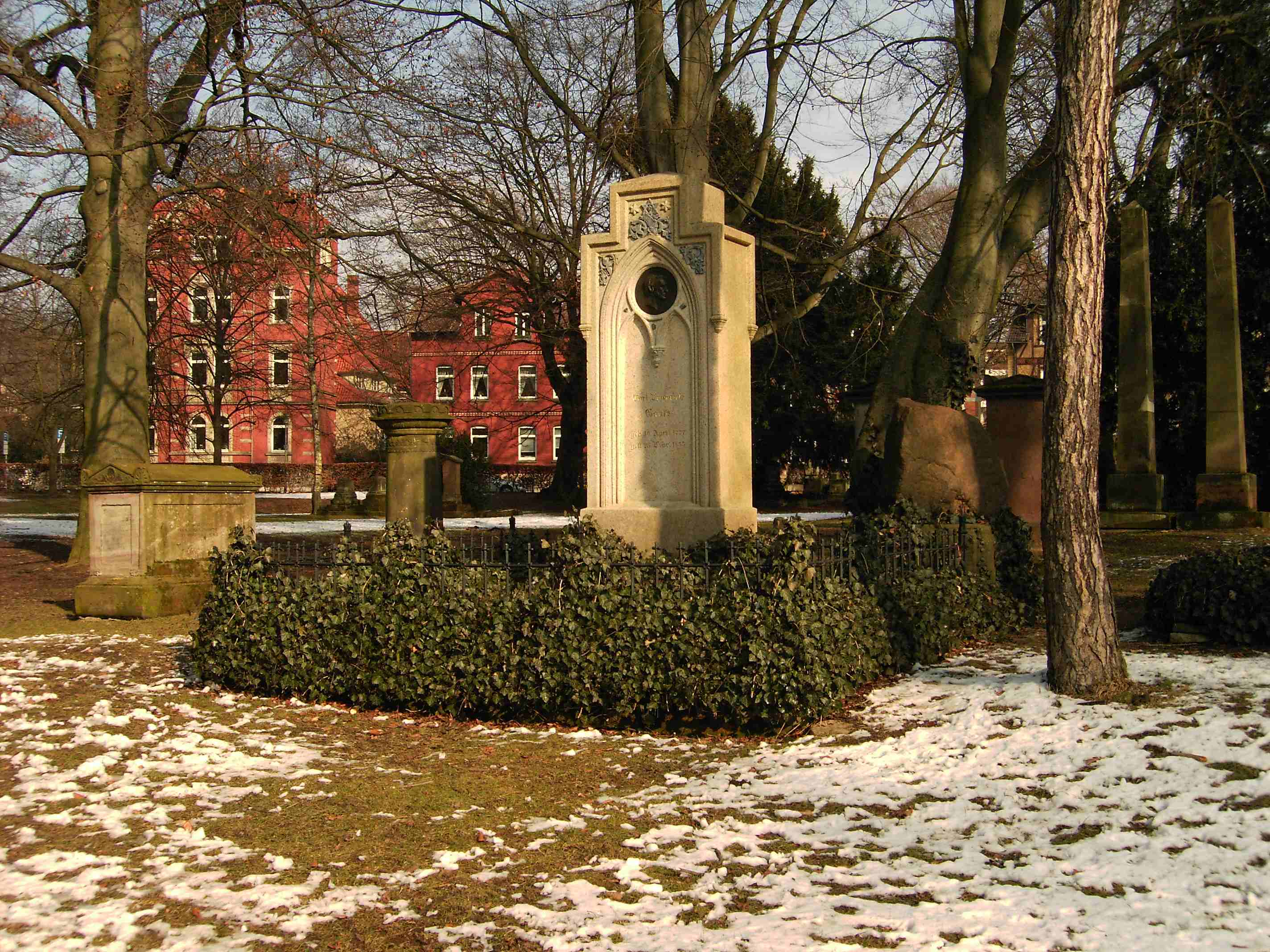
Sepultura de Carl Friedrich Gauß

O Albani-Friedhof em Göttingen é um cemitério histórico, que abriga as sepulturas de algumas personalidades das áreas cultural e científica, dentre elas Carl Friedrich Gauss.

## Sepultados notórios
- Johann Friedrich Blumenbach, zoólogo e antropólogo
- Carl Friedrich Gauss, matemático, astrônomo, físico
- Johann Friedrich Gmelin, médico e naturalista
- Wilhelm Havemann (sepultura desaparecida), historiador
- Johann Friedrich Herbart, filósofo, psicólogo, pedagogo
- Otto Jahn, filólogo, arqueólogo
- Friedrich Krafft, arquiteto e construtor
- Rudolf Hermann Lotze, filósofo
- Friedrich Benjamin Osiander, ginecologista e obstetra
- Christian Friedrich Andreas Rohns, arquiteto e construtor
- Johann Eduard Wappäus, geógrafo e estatístico